# Maxillaria bolivarensis
Maxillaria bolivarensis är en orkidéart som beskrevs av Charles Schweinfurth. Maxillaria bolivarensis ingår i släktet Maxillaria och familjen orkidéer. Inga underarter finns listade i Catalogue of Life.